# Đồng tiến sĩ xuất thân
Đồng tiến sĩ xuất thân (chữ Nho: 同進士出身) là một danh hiệu thuộc học vị Tiến sĩ trong hệ thống thi cử Nho học thời phong kiến tại Trung Quốc và Việt Nam.

## Tại Trung Quốc
Thời nhà Tống, khoa cử chia ra làm 5 giáp. Những người đỗ ở giáp thứ 5 gọi là đồng tiến sĩ xuất thân. Tới thời Minh-Thanh mới chia thành 3 giáp và những người đỗ ở giáp thứ 3 gọi là đồng tiến sĩ xuất thân.

## Tại Việt Nam
Loại danh hiệu này được xác định trong kỳ thi Đình, còn gọi là Đệ tam giáp tiến sĩ xuất thân, đứng cuối cùng trong bảng danh dự các loại học vị tiến sĩ. Về sau xuất hiện thêm danh hiệu Phó bảng đứng sau học vị Tiến sĩ.
Bậc cao hơn là Đệ nhị giáp tiến sĩ xuất thân (còn gọi là Hoàng giáp). Cao hơn cả là Đệ nhất giáp tiến sĩ cập đệ, đứng đầu bảng là Tam khôi: Trạng nguyên, Bảng nhãn, Thám hoa.

## Một số danh nhân
- Nguyễn Hoàn (1713 - 1792), đỗ Đồng Tiến sĩ xuất thân năm 31 tuổi, làm quan đến Tham tụng (Tể tướng), Quốc sử quán Tổng tài
- Khiếu Năng Tĩnh (1835-?), đỗ Đồng Tiến sĩ xuất thân năm 45 tuổi, làm quan đến Tế tửu Quốc tử giám Huế
- Phan Huy Nhuận (1847-1912) đỗ Đồng Tiến sĩ xuất thân năm 33 tuổi làm quan đến Phú Yên tỉnh Bố chính sứ thời Nguyễn
- Hoàng Văn Hòe (1848 - ?) đỗ Đồng Tiến sĩ xuất thân năm 33 tuổi làm quan đến Quốc sử quán Tu biên thời Nguyễn